# Alfred Dartiguenave
Pour l’article homonyme, voir Dartiguenave.
Alfred Dartiguenave, né Bernard Victor Alfred Dartiguenave le 11 décembre 1821 à Pau, mort dans la même ville le 5 mai 1885, est un dessinateur et peintre français. 

## Biographie
Après des études à Paris, grâce à une bourse de la municipalité de Pau, Alfred Dartiguenave revient dans sa ville natale pour se consacrer à l'enseignement du dessin et de la peinture. En 1840, l'Album Pyrénéen publie ses premières lithographies et en 1855, Dartiguenave fait paraître Costumes des Pyrénées dessinés d'après nature chez F. Sinnett (Paris).

## Galerie

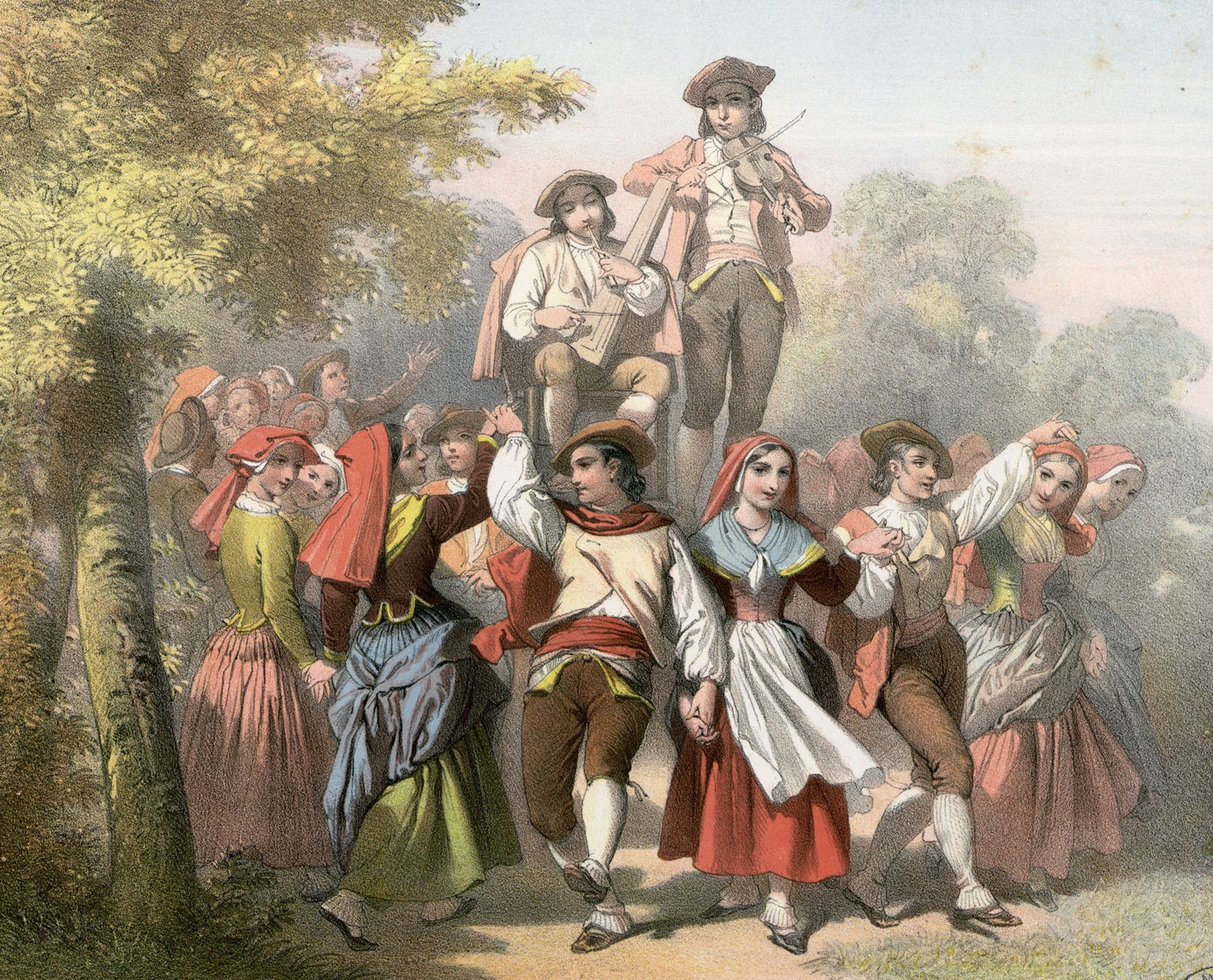
Branle d'Ossau.
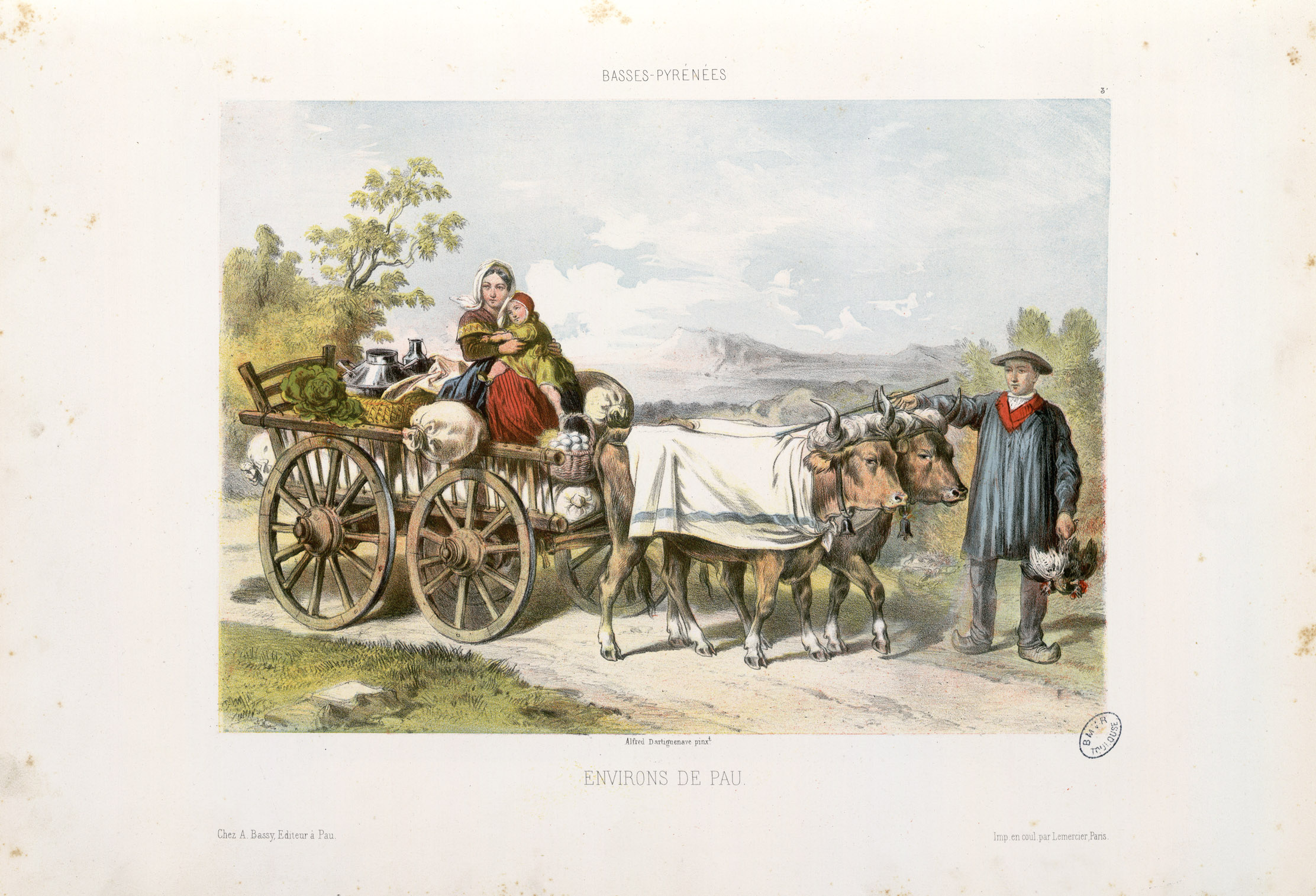
Environs de Pau.
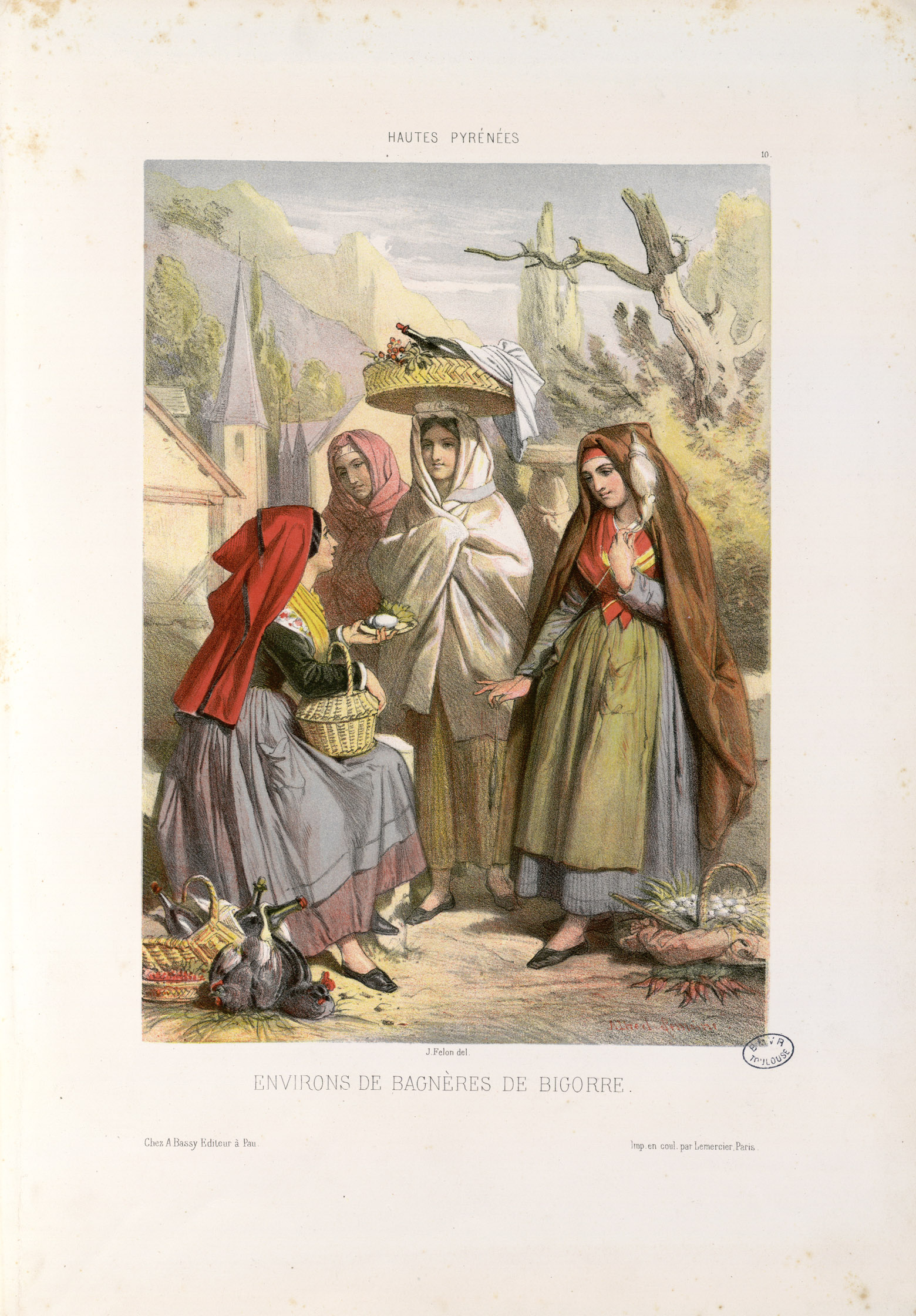
Environs de Bagnères-de-Bigorre.
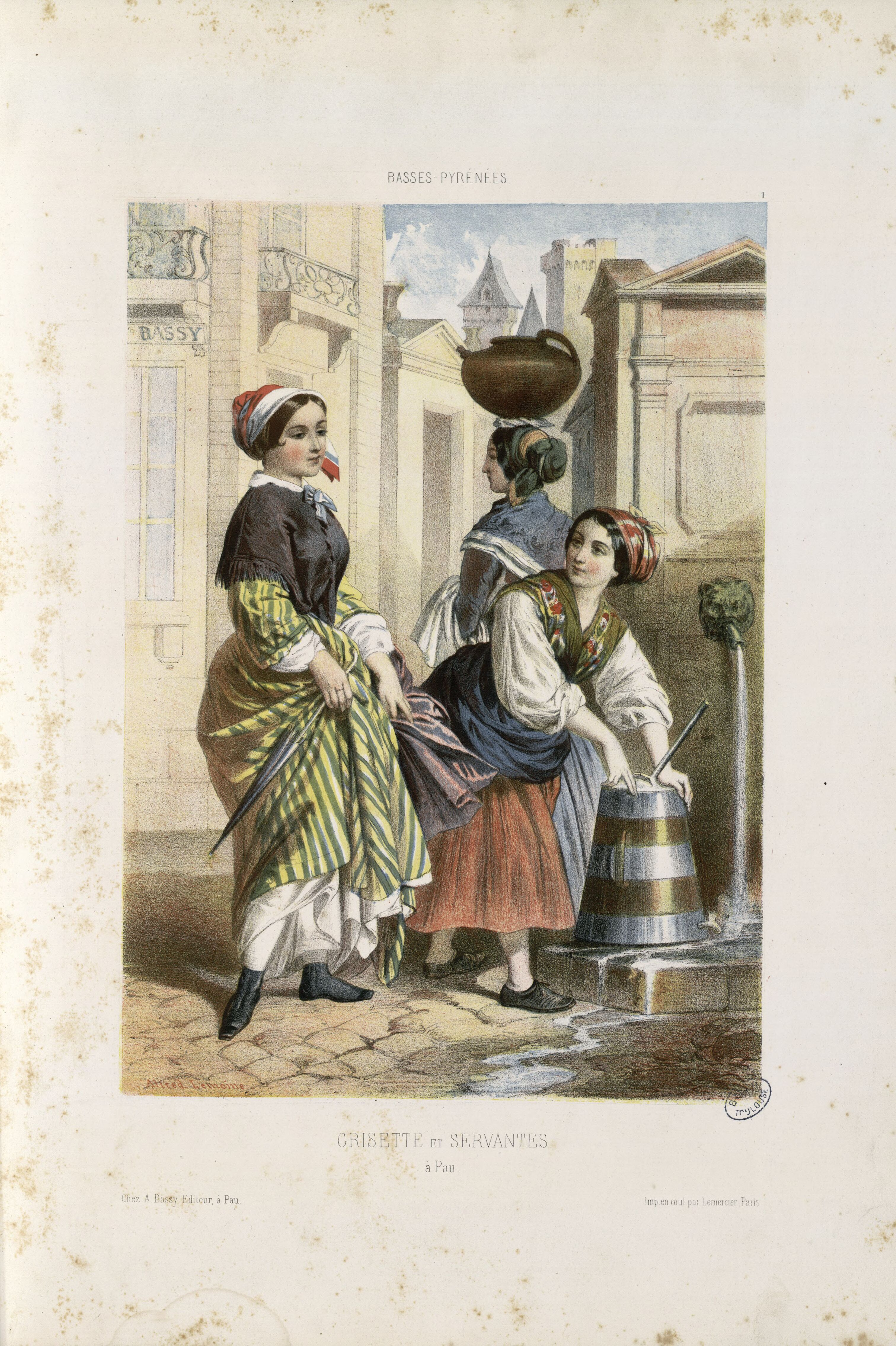
Grisette et servantes à Pau.
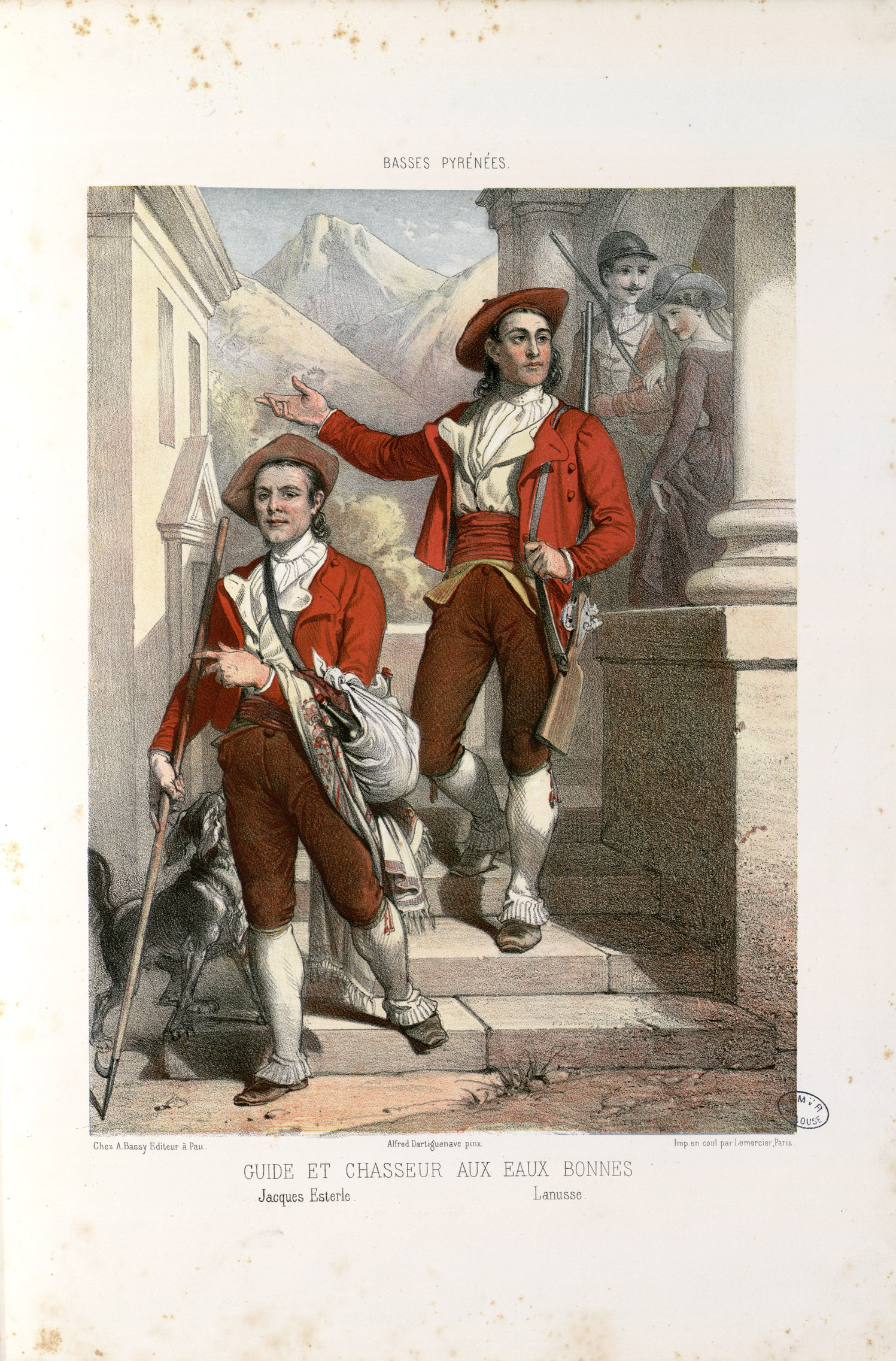
Guide et chasseur aux Eaux-Bonnes.